# Plehwe Complex

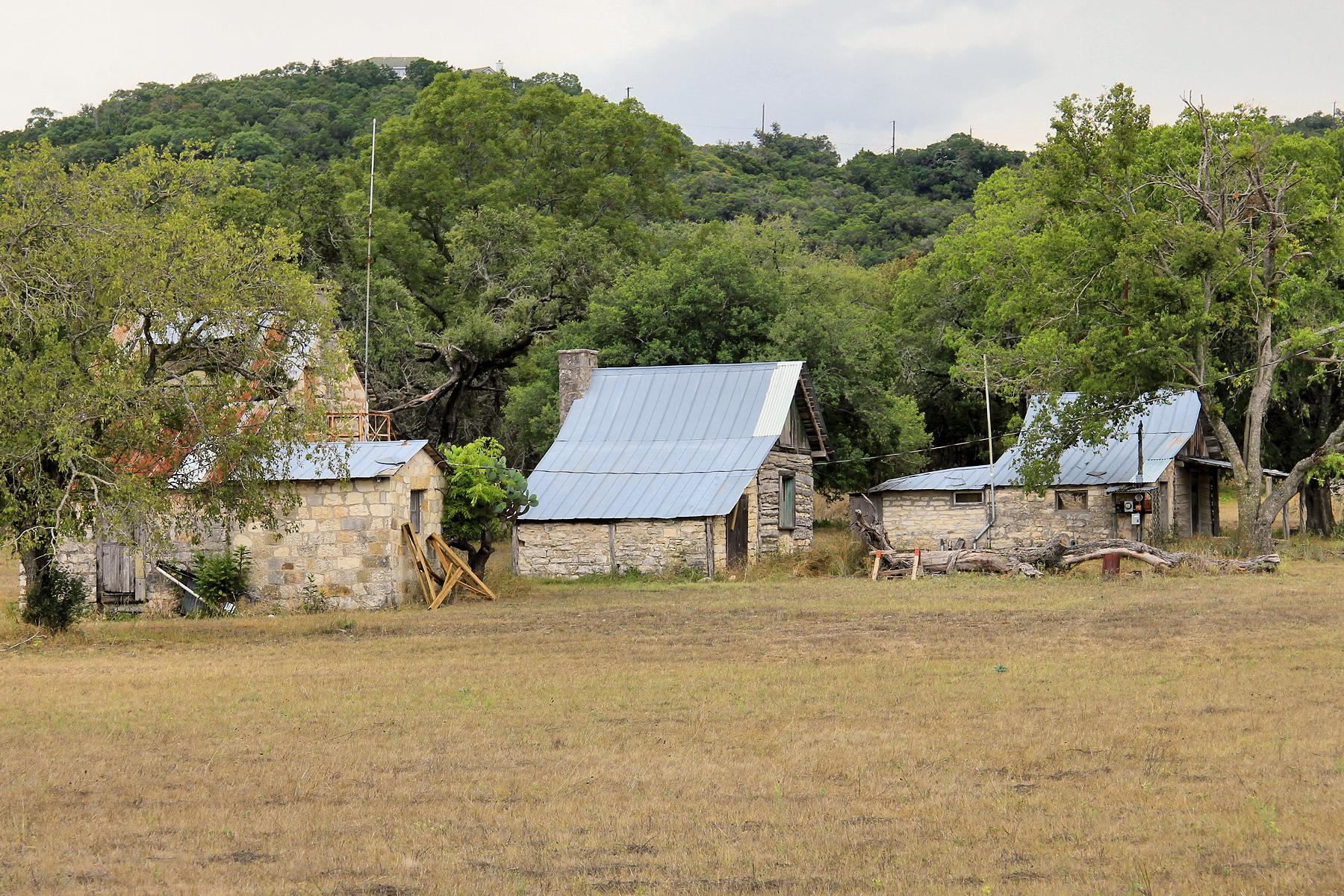
Plehwe Complex, 2013

Plehwe Complex ist eine Gruppe von historischen Saltbox-Häusern an der Boerne Stage Road in der Nähe von Leon Springs in Bexar County, Texas, USA ganz in der Nähe vom 750 m entfernten Aue Stagecoach Inn. Die Gebäude wurden 1851 bis 1874 ebenso als Stagecoach Inn genutzt. Sie sind deshalb auch unter dem Namen Plehwe Stagecoach Inn bekannt. Die Gebäude wurden am 15. Dezember 1983 in das National Register of Historic Places aufgenommen.

## Besitzer
Der ursprüngliche Besitzer war Capt. Charles Felix George von Plehwe mit seiner Gattin Mina Sophie von Plehwe, die keine eigenen Kinder hatten. Charles war der Neffe von Senior General Bernard von Plehwe der Preußischen Kavallerie. Charles kümmerte sich um den geistig behinderten Sohn Otto von Plehwe (alias Fritz von Plehwe), der etwa 1862 zusammen mit seinem Pfleger, dem früheren Adjutanten seines Vaters, Joseph Peter Potschernick, nach Texas immigriert war. Joseph hatte zwar das Geld für eine Rückreise nach Deutschland, aber entschied sich, bei der von Plehwe Familie in Texas zu bleiben. 
Die Gebäude auf einem 100 Acre großen Grundstück gehören heute George Strait.